# Adrien Arcelin
Pour les articles homonymes, voir Arcelin.
Adrien Arcelin est un archiviste, géologue et préhistorien français, né le 30 novembre 1838 à Fuissé (Saône-et-Loire) et mort le 21 décembre 1904 à La Roche-Vineuse (Saône-et-Loire). Alors que la science préhistorique est tout juste naissante, il découvre et fouille avec Henry Testot-Ferry le gisement préhistorique de Solutré, à Solutré-Pouilly, qui donnera son nom au Solutréen.

## Formation
Bachelier ès lettres et ès sciences du lycée de Mâcon, Adrien Arcelin intègre en 1860 l'École impériale des chartes, dont il sort premier en 1864, avec une thèse sur Les institutions militaires de Charlemagne.

## Carrière
Adrien Arcelin est alors nommé archiviste départemental de la Haute-Marne, à Chaumont. Il y étudie la collection de bulles pontificales et écrit Morimond ou les milices chevaleresques d'Espagne et du Portugal, dès l'année 1864.
Rentré en France après des missions effectuées au Proche-Orient pour le compte du ministère de l'Instruction publique, il réalise des cartes géologiques détaillées de la France au profit du ministère des Travaux publics.

## Préhistoire
Adrien Arcelin revient dans le Mâconnais où sa rencontre avec Henry Testot-Ferry avait infléchi ses activités vers la préhistoire. C'est donc avec son ami – qui a découvert une série de « foyers-sépultures » au Clos du Charnier, à Solutré-Pouilly (Saône-et-Loire) – qu'il fouillera le gisement préhistorique de Solutré, dès 1866. Ils publient ensemble en 1868 L'âge du renne en Mâconnais : mémoire sur la station du Clos du Charnier à Solutré. Après la mort prématurée d'Henry Testot-Ferry en 1869, Adrien Arcelin poursuivit les travaux sur le site, aidé de l'abbé Antoine Ducrost.
En 1876, il est nommé conservateur des collections d'archéologie et d'histoire du Musée de la ville de Mâcon.
Savant catholique défendant la notion de sépulture préhistorique, Adrien Arcelin s'opposa notamment au libre penseur Gabriel de Mortillet.
Adrien Arcelin est mort le 21 décembre 1904, laissant à son fils ainé, le docteur Fabien Arcelin, qu'il avait associé à ses travaux, le soin de poursuivre sa tâche à Solutré.

## Organismes et associations
Adrien Arcelin fut notamment :
- secrétaire perpétuel de l'Académie de Mâcon ;
- membre de la Société d'anthropologie de Paris ;
- membre de l'Académie de Lyon ;
- membre de l'Institut égyptien ;
- président de la Société d'histoire et d'archéologie de Chalon-sur-Saône ;
- président de la Société des sciences naturelles de Saône-et-Loire (société savante fondée à Chalon-sur-Saône en 1875 et qu'il relança en 1895[5]).

## Collection d'Adrien Arcelin

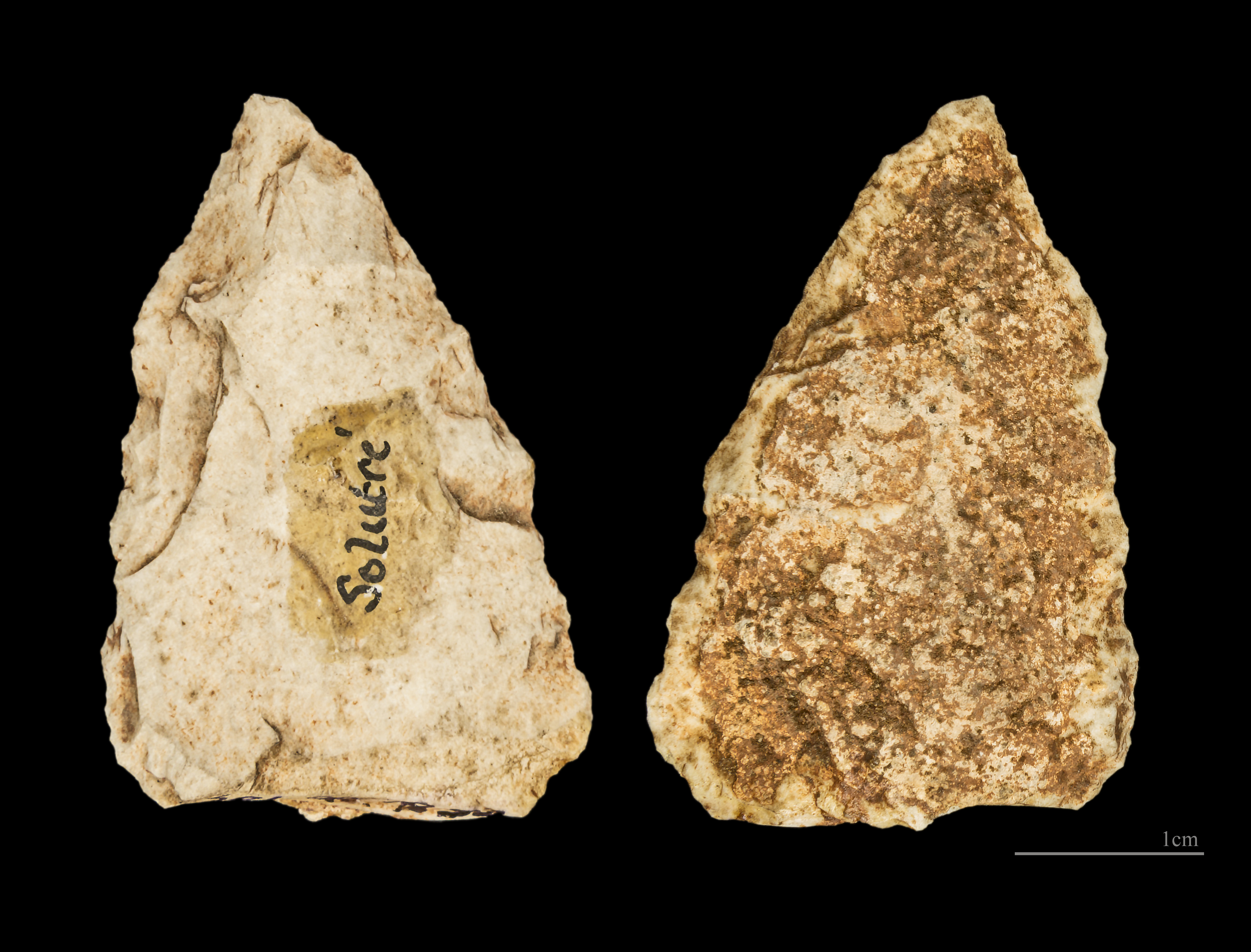
Fragment de feuille de laurier, Muséum de Toulouse
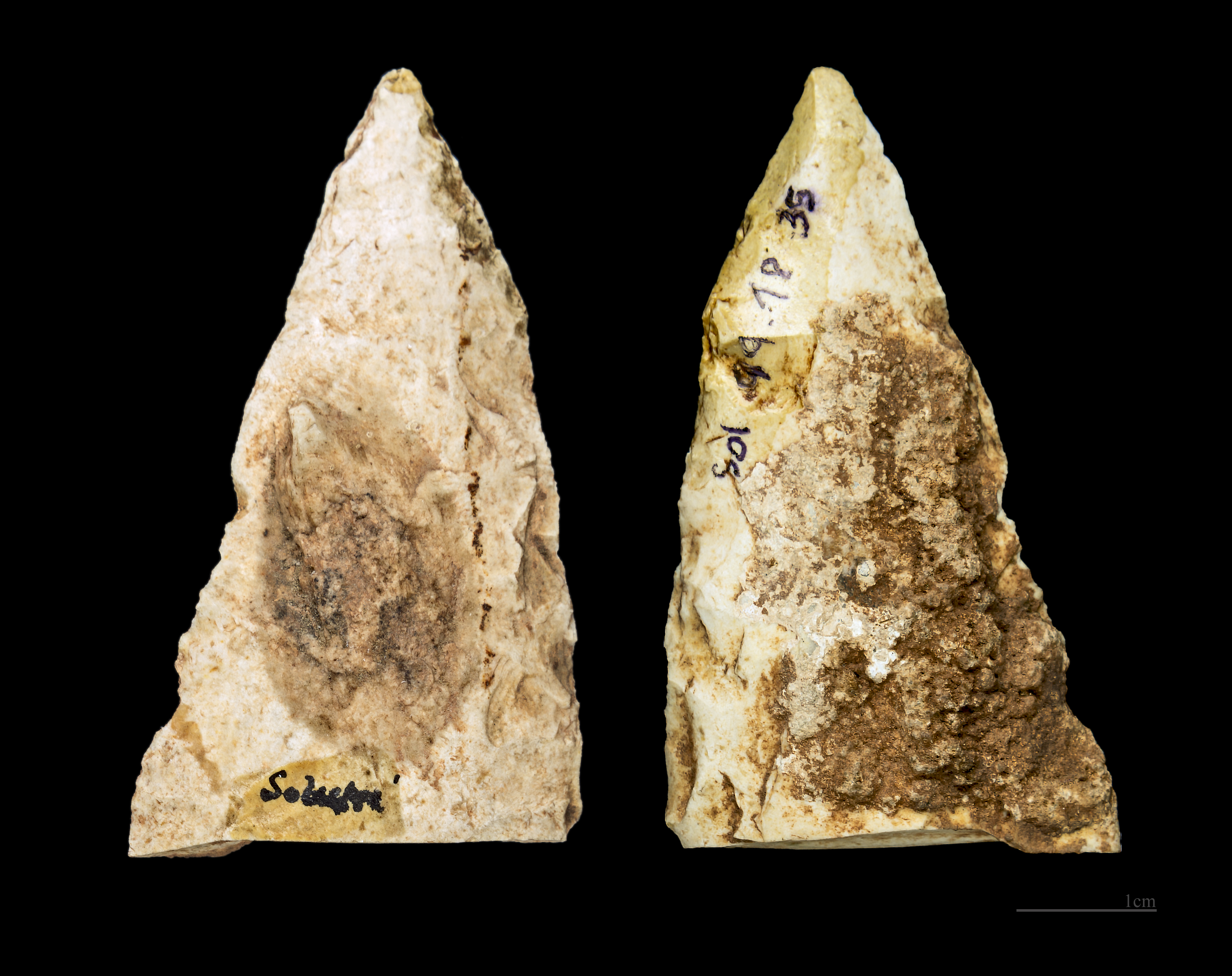
Fragment de feuille de laurier, Muséum de Toulouse
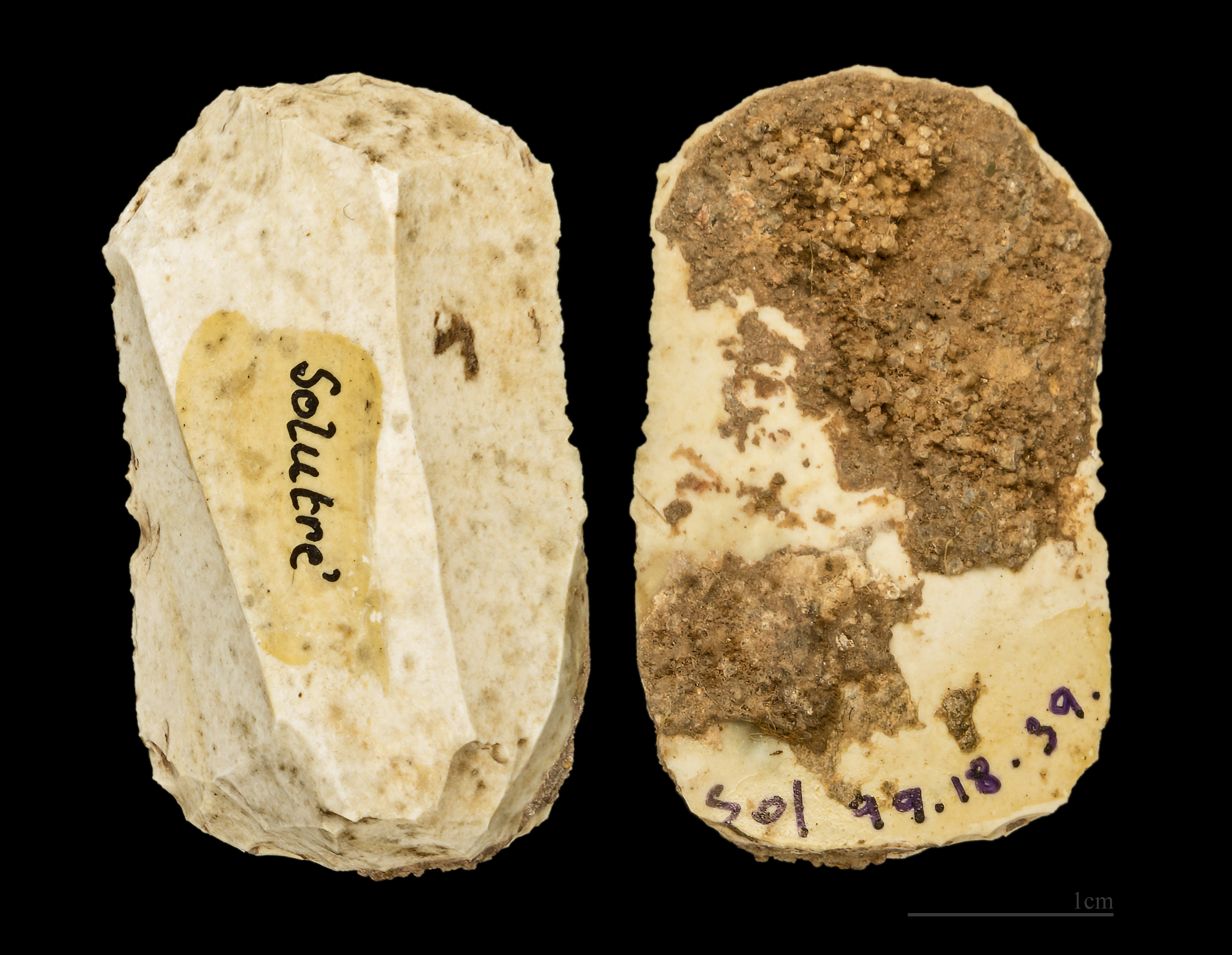
Grattoir sur éclat retouché, Muséum de Toulouse
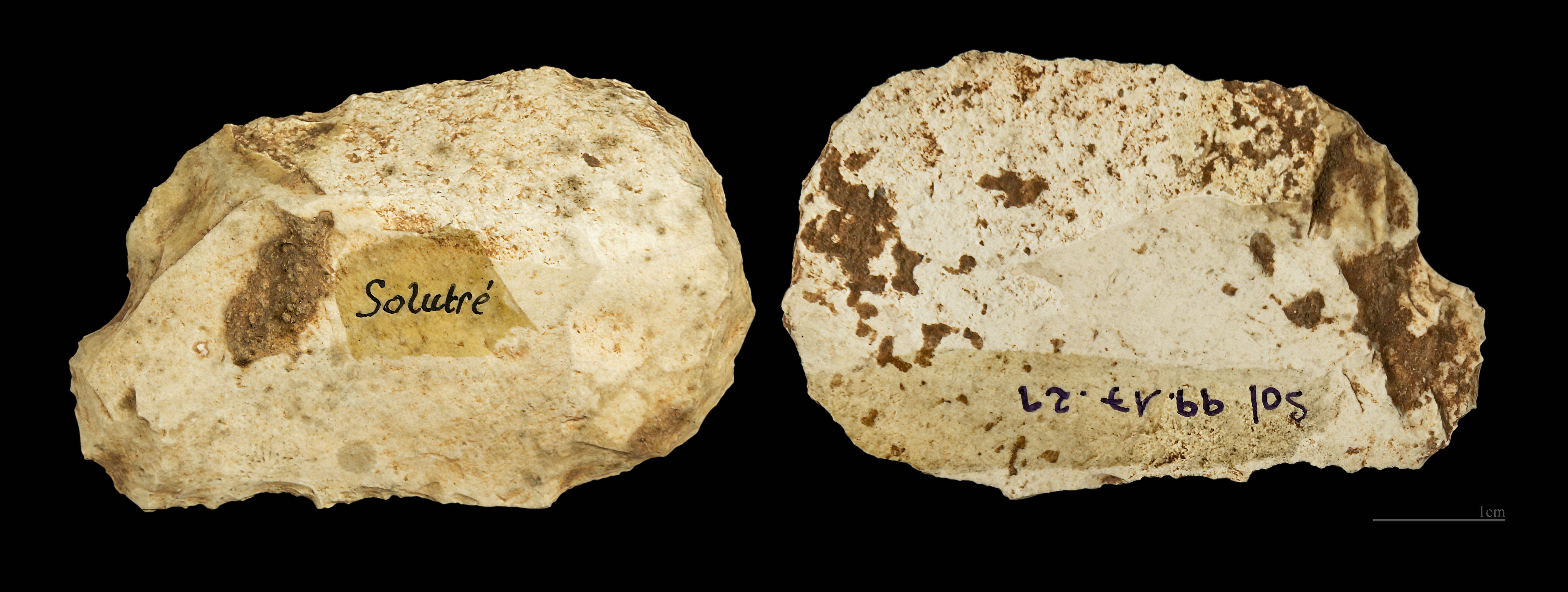
Grattoir sur éclat retouché, Muséum de Toulouse

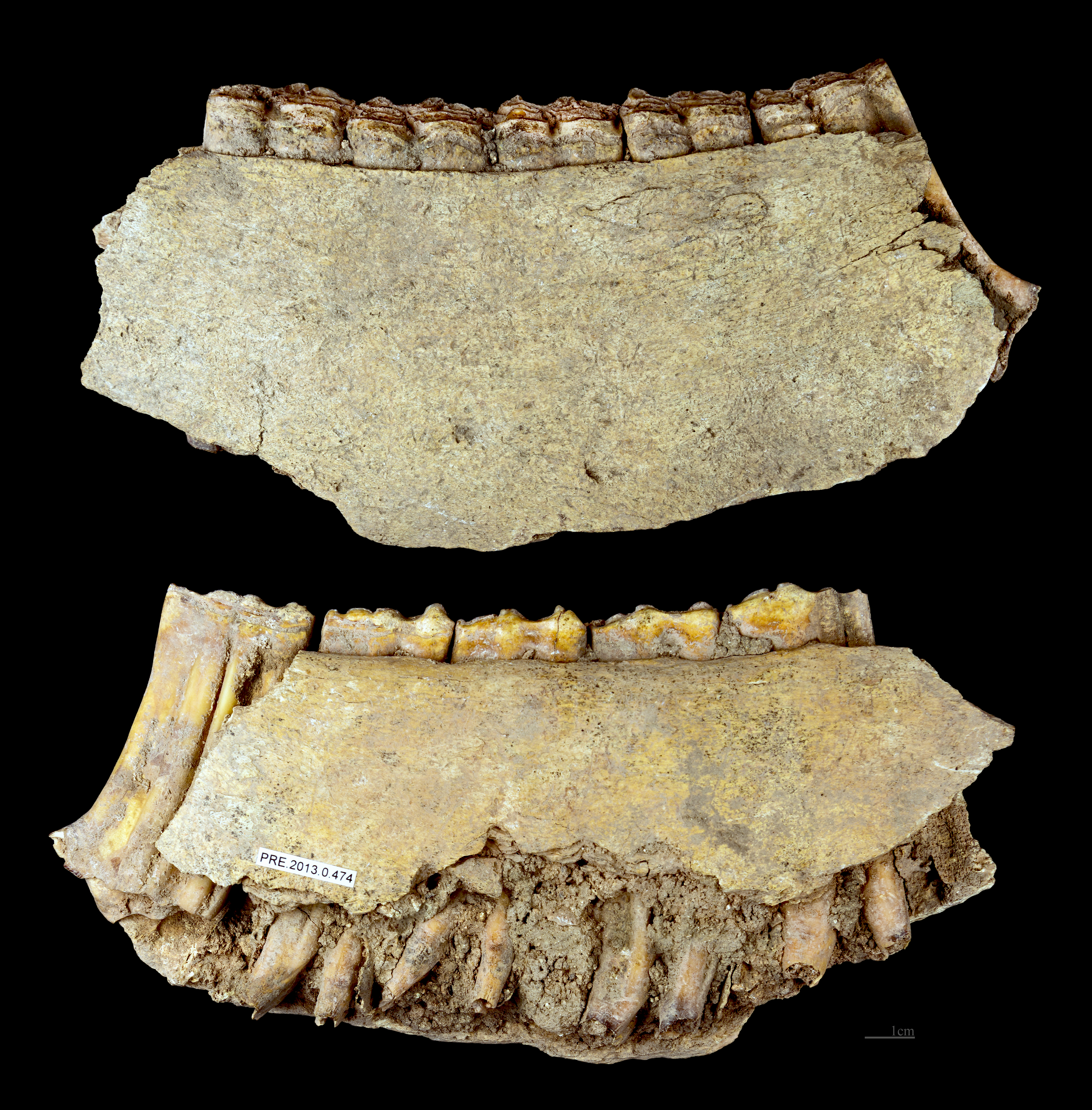
Fragment de mandibule de cheval, Muséum de Toulouse
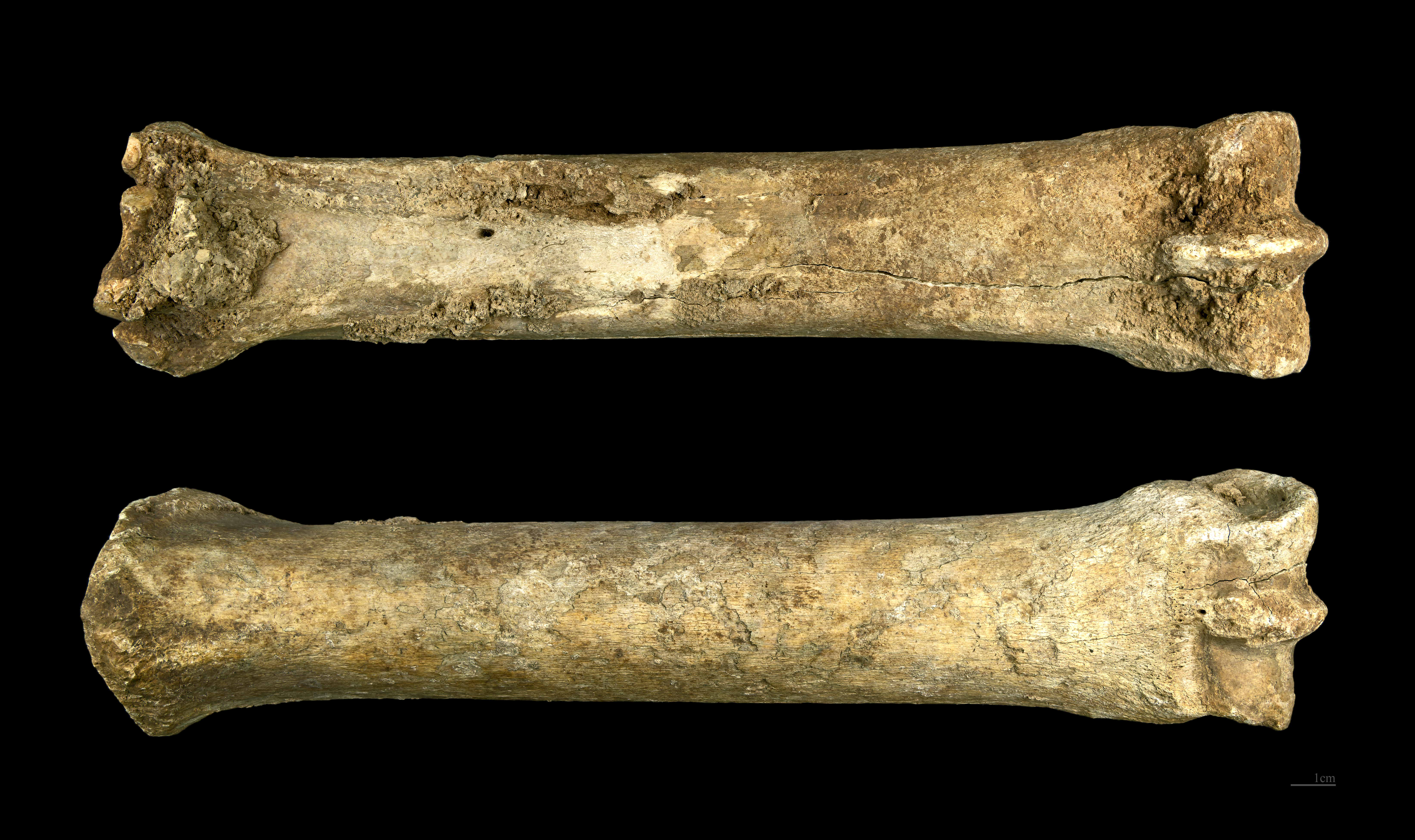
Os canon de cheval, Muséum de Toulouse

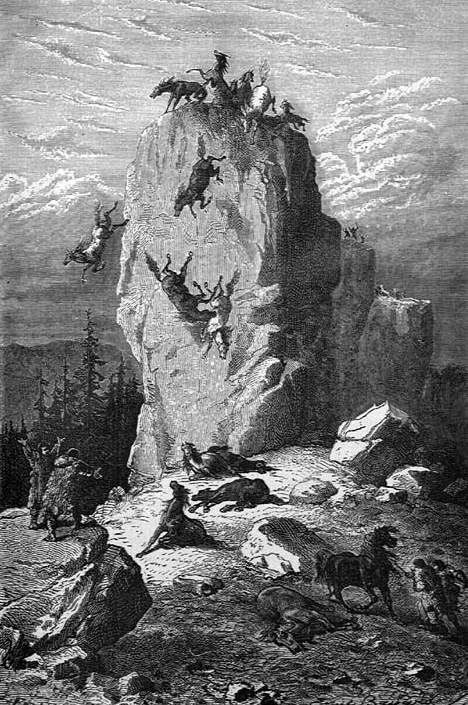
Légende de la « chasse à l'abîme » sur la Roche de Solutré

## Hommages

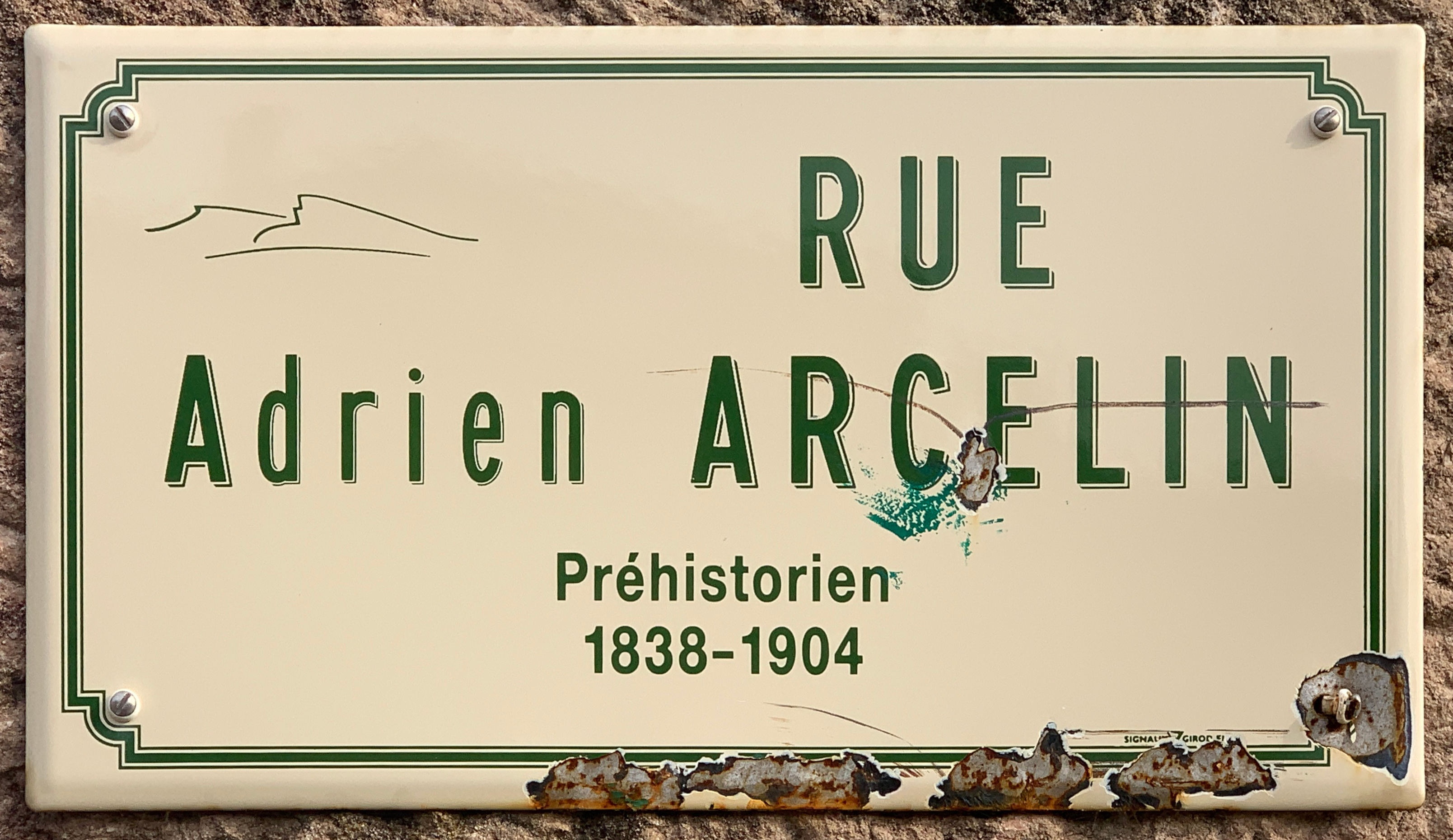
Plaque Rue Adrien Arcelin - Solutré-Pouilly

- La ville de Mâcon[6] et sa commune de naissance Fuissé[7] ont chacune donné son nom à une rue.

## Publications
Le roman d'Adrien Arcelin (publié sous le pseudonyme anagramme "Adrien Cranile"), Solutré ou les chasseurs de rennes de la France centrale, Paris, 1872, est le premier « roman préhistorique » jamais publié, précédant La Guerre du feu, de J.-H. Rosny aîné (1909). C'est ce récit qui lance la légende des chevaux précipités du haut de la Roche de Solutré sous la poursuite des chasseurs. Cette théorie est contredite par l'analyse de l'emplacement des gisements d'ossements par rapport au sommet de la Roche.
- Adrien Arcelin, Morimond ou les milices chevaleresques d'Espagne et du Portugal, Chaumont, Ch. Cavaniol, 1864
- Adrien Arcelin, Indicateur héraldique et généalogique du Mâconnais, Mâcon, 1865, lire en ligne sur Gallica
- Henry Testot-Ferry et Adrien Arcelin, L'âge du renne en Mâconnais : mémoire sur la station du Clos du Charnier à Solutré, Mâcon, E. Protat, 1868, 42 p. (lire en ligne)
- Adrien Cranile [Adrien Arcelin], Solutré ou les chasseurs de rennes de la France centrale, Paris, Hachette, 1872 (lire en ligne)
- Adrien Arcelin, Les fouilles de Solutré, Mâcon, 1873